# FIFI Wild Cup
FIFI Wild Cup – turniej piłkarski dla reprezentacji narodowych niebędących członkami FIFA. Jego pierwsza edycja odbyła się w dniach 29 maja – 3 czerwca 2006 w Hamburgu (Niemcy). Uczestniczyło w nim pięć reprezentacji terytoriów zależnych oraz trzecioligowy niemiecki klub FC St. Pauli (pod nazwą „Republika St. Pauli”), na którego stadionie odbywały się wszystkie mecze.
Zwycięzcą została reprezentacja Tureckiej Republiki Cypru Północnego, która w finale pokonała Zanzibar. Mecz finałowy obserwowało 4000 kibiców.

## Historia
Do tej pory reprezentacje niezrzeszone w FIFA rozgrywały jedynie mecze towarzyskie, zazwyczaj niezbyt często. Pomysły zorganizowania dla nich regularnego Pucharu istniały od dawna, brakowało jednak funduszy do ich zrealizowania. W 2006 roku wyłożył je niemiecki portal bukmacherski My Bet, zajęto się także pozyskaniem innych sponsorów m.in. Burger Kinga. Patronat mediowy objęły stacje telewizyjne DSF i Pro Sieben.
FIFA usiłowała zablokować rozgrywanie turnieju, mimo iż żadna z biorących udział reprezentacji nie jest jej członkiem. Sprzeciw wobec mistrzostw wyraziła też Ambasada Chińska, żądająca wyrzucenia reprezentacji Tybetu z rozgrywek. Wystąpiły także problemy z wyrobieniem niemieckich wiz dla piłkarzy nieuznawanego przez społeczność międzynarodową państwa Cypru Północnego. Mimo tych problemów doszło jednak do rozegrania mistrzostw.
Cały turniej obserwowało dziesięć tysięcy kibiców, finałowy mecz – cztery tysiące. Organizatorzy liczyli na większe zainteresowanie. Ich zdaniem, na małą liczbę fanów wpłynął termin rozgrywek (bezpośrednio przed prawdziwymi Mistrzostwami Świata) oraz deszczowa pogoda.
Wild Cup był pierwszym w historii turniejem dla reprezentacji spoza FIFA. W listopadzie 2006 na Cyprze Północnym (ostatecznie w Oksytanii) odbyły się konkurencyjne „Mistrzostwa Świata” takich reprezentacji, VIVA World Cup.

## Wild Cup 2006

### Uczestnicy
- Cypr Północny
- Gibraltar
- Grenlandia
- St. Pauli – gospodarz
- Tybet
- Zanzibar

### Grupa A
| Kraj      | Pkt | Bramki |
| St. Pauli | 4   | 8-1    |
| Gibraltar | 4   | 6-1    |
| Tybet     | 0   | 0-12   |

- 29 maja 2006 St. Pauli – Gibraltar 1:1
- 30 maja, Tybet – St. Pauli 0:7
- 31 maja, Gibraltar – Tybet 5:0

### Grupa B
| Kraj          | Pkt | Bramki |
| Cypr Północny | 6   | 4-1    |
| Zanzibar      | 3   | 5-5    |
| Grenlandia    | 0   | 2-5    |

- 29 maja, Cypr Północny – Grenlandia 1:0
- 30 maja, Zanzibar – Cypr Północny 1:3
- 31 maja, Grenlandia – Zanzibar 2:4

### Półfinały
- 1 czerwca, St. Pauli – Zanzibar 1:2
- 1 czerwca, Cypr Północny – Gibraltar 2:0

### Mecz o 3. miejsce
- 3 czerwca, St. Pauli – Gibraltar 1:2

### Finał
- 3 czerwca, Zanzibar – Cypr Północny 0:0 (1:4 w rzutach karnych).

### Klasyfikacja końcowa
1.  Cypr Północny
2.  Zanzibar
3.  Gibraltar
4.  St. Pauli
5.  Grenlandia
6.  Tybet